# Marketing multicanal
Marketing multicanal es una práctica del mercadeo donde la relación marca y usuario sucede en distintos canales de comunicación, sean digitales o análogos. Una estrategia de marketing multicanal usa canales de distinta naturaleza para aumentar las oportunidades de interactuar con el comprador. Estos canales pueden ser pauta en redes sociales, comunicación telefónica, correo electrónico, notificaciones en teléfonos móviles, sitio web, atención directa en tiendas, eventos promocionales, etc.
El objetivo de una estrategia de marketing multicanal es ubicar a la marca en todos los canales que sus clientes usan, manejando en todos una comunicación unificada, coordinada y coherente. El marketing multicanal permiten que los clientes respondan a la comunicación, preferiblemente con la compra de un producto o servicio.

## Características del Marketing multicanal

### Segmentación
Una estrategia de marketing multicanal necesita segmentar su audiencia para comunicarse de forma efectiva con diferentes públicos interesados en los productos o servicios de la marca. Diferentes clientes se traduce a distintos requerimientos de comunicación. Al segmentar públicos se identifican necesidades específicas, obstáculos y oportunidades.
Segmentando audiencias es posible crear mensajes personalizados y multiplataforma. Los mensajes sin segmentar que están diseñados para grandes audiencias pueden ser poco efectivos, aun cuando muchas personas los reciban.

### Precisión
Identificar cuál es el canal de comunicación indicado para alcanzar un grupo de clientes se conoce como precisión en el mercadeo digital. Es el uso estratégico de los canales de comunicación que tiene una empresa en sus manos, todo para asegurar que las audiencias segmentadas están siendo alcanzadas.
Al identificar correctamente los canales de comunicación que usan públicos específicos, es posible analizar la efectividad de un canal sobre otro, obteniendo retroalimentación que mejora la estrategia.

### Personalización
Tras segmentar y seleccionar un canal apropiado para llegar a un público específico, el siguiente paso es crear un mensaje personalizado. Esto incluye encontrar el lenguaje ideal para comunicarse y el formato de presentación apropiado. Dada la naturaleza diversa de los canales que puede aprovechar el marketing multicanal, hay oportunidades de crear material audiovisual y multimedia.

### Automatización
Una estrategia de marketing multicanal de gran alcance requiere herramientas de automatización, que administren el mensaje preciso, personalizado y segmentado que ha sido diseñado para alcanzar al público. El ideal es replicar procesos de comunicación constantemente de forma orquestada. La transformación digital permite usar software especializado para implementar esa tarea.

## Beneficios del Marketing Multicanal

### Aumentar el alcance de la marca
El acercamiento del marketing multicanal busca interactuar con el mayor número de posibles clientes. Una estrategia de esta naturaleza mapea los puntos de contacto con el cliente y estructura cómo entregar una experiencia coordinada en todos. Esto aumenta el alcance de la marca a nuevos públicos. 

### Mensaje consistente
Las estrategias de marketing multicanal cubren múltiples canales con un mensaje consistente de la marca. Esto responde a la necesidad de entregar una experiencia que pueda ser vivida por el mismo cliente a través de diferentes canales.

### Flexibilidad
Diferentes clientes usan distintas formas de acercarse a una marca. El marketing multicanal permite que los compradores encuentren su canal de preferencia para interactuar con las empresas, sin que esto signifique que reciben un mensaje o servicio diferente.

### Mayor cantidad de datos
Entre más canales y puntos de contacto hagan parte de una estrategia, las empresas pueden obtener una mayor cantidad de datos sobre comportamiento, patrones de consumo y demografía del público.